# Campylorhynchus capistratus
Espèce
Synonymes
- Picolaptes capistrata Lesson, 1842 (protonyme)

Campylorhynchus capistratus est une espèce d'oiseaux de la famille des Troglodytidae, autrefois considérée comme une sous-espèce du Troglodyte à nuque rousse (C. rufinucha).

## Répartition
Cette espèce vit du Sud-Ouest du Mexique jusqu'au Nord-Ouest du Costa Rica.

## Taxinomie
Selon le Congrès ornithologique international et Alan P. Peterson il existe six sous-espèces :
- Campylorhynchus capistratus nigricaudatus (Nelson, 1897) ;
- Campylorhynchus capistratus capistratus (Lesson, 1842) ;
- Campylorhynchus capistratus xerophilus (Griscom, 1930) ;
- Campylorhynchus capistratus castaneus Ridgway, 1888 ;
- Campylorhynchus capistratus nicaraguae (W. Miller & Griscom, 1925) ;
- Campylorhynchus capistratus nicoyae A.R. Phillips, 1986.